# Carinoclytus affinis
Carinoclytus affinis är en skalbaggsart som beskrevs av Aurivillius 1914. Carinoclytus affinis ingår i släktet Carinoclytus och familjen långhorningar.
Artens utbredningsområde är:
- Gabon.
- Rwanda.

Inga underarter finns listade.